# Josafat F. Márquez
Josafat F. Márquez fue un militar y político mexicano que participó en la Revolución mexicana. Nació en Xalapa, Veracruz, el 4 de octubre de 1884. Murió el 6 de diciembre de 1964. 

## Biografía
Nació en la ciudad de Xalapa, el día 4 de octubre de 1884, siendo sus padres Antonio R. Márquez Vidal y Joaquina Carballo Castellanos.
Huérfano desde muy pequeño, se dedicó a estudiar telegrafía, y siendo Gobernador del Estado en aquel entonces Don Teodoro A. Dehesa, lo nombró Jefe de la Oficina de Telégrafos de Las Vigas, que fue el primer cargo público que desempeñó.
De Las Vigas pasó con la misma categoría a Jicaltepec y por último a Misantla. En Jicaltepec contrajo matrimonio en 1904 (a la edad de 20 años), con la señorita María Levet Guiochin, perteneciente a una de las más distinguidas familias de la región.
De esta unión resultaron tres hijos, que en la actualidad son el Doctor Mario Márquez Levet, y las señoras Estela Márquez de García y Lucila Márquez Levet, quienes son destacados miembros de la mejor sociedad xalapeña.
A la edad de 27 años, precisamente el día 6 de enero del año de 1911, el señor Márquez ingresó al Movimiento Revolucionario que por aquellas fechas se iniciaba, uniéndose a las fuerzas maderistas que comandaban los generales Gilberto Camacho y Esteban Márquez en el pueblo de Chignahuapan, en donde se le otorgó el grado de Capitán 2.º, al ser licenciadas las dichas fuerzas del, entonces, Ejército Libertador.
Con este grado, al desconocerse el gobierno de Victoriano Huerta, se incorporó al Ejército Constitucionalista que comandaba don Venustiano Carranza, secundando así al Movimiento Revolucionario que este Primer Jefe encabezó.
Allí militó bajo las órdenes de los generales Agustín Millán y Adalberto Palacios, y cuando fue tomada la plaza de Misantla, que a la sazón se encontraba tomada por fuerzas huertistas, el General Millán le otorgó nombramiento como Jefe de Operaciones de aquella zona, que abarcaba desde la ciudad de Papantla hasta los límites con la de Xalapa.
Para entonces ya ostentaba el grado de Mayor de Caballería, y a principios del año de 1914, al ser incorporado al Estado Mayor de la Primera División de Oriente, que comandaba el General Cándido Aguilar, por propios méritos fue ascendido al grado de Teniente Coronel, nombrándosele al mismo tiempo Subjefe del propio Estado Mayor.
Su carrera militar terminó en el año de 1915, que fue cuando se retiró del mencionado Ejército Constitucionalista, con el grado de Coronel de Caballería, para ingresar al ramo de Hacienda Federal, en donde ocupó de inmediato el puesto de Tesorero Contador de la Aduana en el Puerto de Veracruz.
Posteriormente, al ser elevado a la categoría de Cabecera de Cantón el poblado de Misantla, él fue su primer Jefe Político (en el período carrancista); más tarde se le nombró Jefe de Hacienda Federal del Estado de Veracruz, y poco después se le asignó el puesto de Visitador General de Hacienda Federal.

## Constitucionalista
A principios del año de 1916 se le designó Administrador de la Aduana de Importación de la Ciudad de México, D.F., ubicada por aquellas fechas en Santiago Tlaltelolco, y en ese sitio permaneció hasta el mes de septiembre de ese mismo año, que fue cuando resultó elegido Diputado por el Distrito de Xalapa, para representar al pueblo en el Congreso que expidió la Constitución de 1917.
Terminadas las labores del dicho congreso y al instituirse el Gobierno Constitucional, fue elegido Diputado al H. Congreso de la Unión, o sea al Primer Congreso de la Unión del Gobierno constituido, después del movimiento Revolucionario.
Al finalizar el período de este Congreso, se le otorgó nombramiento como Administrador de la Aduana Marítima de Tuxpan, pero no pudo continuar en ese lugar por mucho tiempo, pues ahí surgió este incidente desagradable:
Sucede que estando en funciones de Administrador de la repetida Aduana, salió a hacer su propaganda para otro período del Congreso de la Unión, mas tuvo la desgracia de caer prisionero de los rebeldes felixistas, en la población de Nautla, quienes lo trasladaron, a pie y descalzo, desde ese lugar hasta Martínez de la Torre, en donde le formaron el cuadro para fusilarlo.
Gracias a la intervención de un grupo de amigos de por esas regiones, que ofrecieron fuerte suma por su rescate, y al hecho de que hubo la oportunidad de canjearlo por otro preso político del bando contrario, el Teniente Coronel Josafat F. Márquez pudo salvarse de tan comprometida situación.
Reinició sus actividades políticas en el año de 1920, que fue cuando resultó elegido por dos períodos más como diputado al Congreso local del Estado de Veracruz.
Al final de estos períodos, el gobierno veracruzano le otorgó los siguientes nombramientos: Visitador de Administración, Jefe del Departamento de Trabajo, y, por último, Oficial Mayor de la Legislatura de la Entidad, cuyo cargo desempeñó por espacio de 9 años.
Durante el año de 1940, cuando el Gobernador del Estado, Lic. Jorge Cerdán, introdujo el agua potable a la Ciudad de Xalapa, el mencionado mandatario lo nombró Gerente de la extinta Distribuidora de Aguas Potables, S.A., en donde permaneció hasta que ésta fue adquirida por la Secretaría de Recursos Hidráulicos.
Después de esto y aun cuando por sus propios méritos tuvo la oportunidad de ocupar algún puesto importante dentro del Gobierno, en la Capital de la República, nunca quiso aceptar por el hecho de tener sus familiares e intereses en la Ciudad de Xalapa, y pidió, en cambio, que se le confiriera una comisión en la población ya dicha, en donde fue nombrado desde entonces, Delegado de Tránsito Federal.  Desde aquellas fechas hasta fines de 1961, estuvo al frente de la mencionada dependencia.
El Teniente Coronel, Josafat F. Márquez, fue un gran amigo del Presidente Constitucionalista, Don Venustiano Carranza; lo fue, igualmente, del exgobernador del Estado, General Adalberto Tejeda; del expresidente de la República, Lic. Miguel Alemán Valdés, de igual modo que del también expresidente de México, Don Adolfo Ruiz Cortines, de quien fue un entusiasta propagandista.
Estrechos lazos de amistad lo ligan con el presidente de la República Mexicana que recientemente entregara el poder, Lic. Adolfo López Mateos, así como con el actual primer mandatario de la Nación, Gustavo Díaz Ordaz.

## Distinciones
En atención a sus incontables méritos, ha recibido estas distinciones: La Secretaría de la Defensa Nacional le otorgó reconocimiento como Veterano de la Revolución, por los servicios que prestó durante los dos períodos comprendidos, de 1910 al 15 de mayo de 1911, y del 20 de febrero de 1913 al 15 de agosto de 1914, concediéndole las condecoraciones del Mérito Revolucionario.
Asimismo, la Comandancia de la Legión de Honor Mexicana, lo reconoció como Legionario número 7414, y también le concedió la condecoración y diploma correspondientes.
Aparte de lo ya dicho, puede agregarse que el Teniente Coronel Josafat F. Márquez fue un auténtico autodidacta, pues no obstante que solo cursó hasta el tercer año de los estudios primarios, supo adquirir una cultura general, que le permitió, entre otras cosas, llegar a dominar los idiomas Inglés, Francés, Alemán e Italiano.
Tales conocimientos le fueron sumamente útiles, cuando en el año de 1936 viajó por toda Europa Central.
Verdadero hombre de empresa, en el año de 1923 fue el primero que introdujo camiones para el servicio urbano de la Ciudad de Xalapa;
fue empresario de las salas cinematográficas: "Cine Lerdo" de Xalapa, "Cine Variedades" del puerto de Veracruz, "Cine Anáhuac" de Córdoba y "Cine Llave" de Orizaba; además de que también fue empresario del Balneario "Villa del Mar", del mismo Puerto Jarocho. 
En el mes de enero del año de 1962, sufrió el dolor de perder a la que fuera compañera inseparable de toda una vida de alegrías y penalidades, y tal desgracia irreparable hizo que su salud se quebrantara en forma tal, que quizá fue el origen del doloroso padecimiento que abrevió considerablemente su fructífera existencia.
Falleció en Xalapa el 6 de diciembre de 1964 a la edad de 80 años.